# Sibirien (Föderationskreis)
Der Föderationskreis Sibirien (russisch Сибирский федеральный округ Sibirski federalny okrug) ist eine administrative Einheit im Osten Russlands (siehe Föderale Gliederung Russlands). Verwaltungssitz ist das im Südwesten liegende Nowosibirsk.
Der Föderationskreis umfasst nur den zentralen Teil des geografischen Gebiets Sibirien, zu dem mehr als die Hälfte der Fläche Russlands zählt.

## Gouverneure
- Leonid Dratschewski (* 5. April 1942), 18. Mai 2000 bis 9. September 2004
- Anatoli Kwaschnin (1946–2022), 9. September 2004 bis 9. September 2010, ehemaliger Leiter des Generalstabs, Armeegeneral
- Wiktor Tolokonski (* 1953), 9. September 2010 bis 12. Mai 2014
- Nikolai Rogoschkin (* 1952), 12. Mai 2014 bis 28. Juli 2016
- Sergei Menjailo (* 1960), 28. Juli 2016 bis 12. Oktober 2021
- Anatoli Seryschew (* 1965), seit 12. Oktober 2021

## Gliederung

Föderationssubjekt des Föderationskreises Sibirien

| # | Flagge | Föderationssubjekt  | Hauptstadt/Verwaltungszentrum | Fläche        | Bevölkerung 2010 | Bevölkerung 2015 |
| --- | ------ | ------------------- | ----------------------------- | ------------- | ---------------- | ---------------- |
| 1 |        | Republik Altai      | Gorno-Altaisk                 | 92903 km²     | 0.206 Mio.       | 0.213 Mio.       |
| 2 |        | Region Altai        | Barnaul                       | 167966 km²    | 2.419 Mio.       | 2.384 Mio.       |
| 3 |        | Oblast Irkutsk      | Irkutsk                       | 774846 km²    | 2.428 Mio.       | 2.414 Mio.       |
| 4 |        | Oblast Kemerowo     | Kemerowo                      | 95725 km²     | 2.763 Mio.       | 2.724 Mio.       |
| 5 |        | Region Krasnojarsk  | Krasnojarsk                   | 2366797 km²   | 2.828 Mio.       | 2.858 Mio.       |
| 6 |        | Oblast Nowosibirsk  | Nowosibirsk                   | 177756 km²    | 2.665 Mio.       | 2.746 Mio.       |
| 7 |        | Oblast Omsk         | Omsk                          | 141140 km²    | 1.977 Mio.       | 1.978 Mio.       |
| 8 |        | Oblast Tomsk        | Tomsk                         | 314391 km²    | 1.047 Mio.       | 1.074 Mio.       |
| 9 |        | Republik Tuwa       | Kyzyl                         | 168604 km²    | 0.307 Mio.       | 0.313 Mio.       |
| 10 |        | Republik Chakassien | Abakan                        | 61569 km²     | 0.532 Mio.       | 0.525 Mio.       |
| Gesamt | Gesamt | Gesamt              | Gesamt                        | 5144953 * km² | 19.256 * Mio.    | 19.312 * Mio.    |
| * Im November 2018 wechselten die Republik Burjatien und die Region Transbaikalien vom Föderationskreis Sibirien zum Föderationskreis Ferner Osten. In den obenstehenden Gesamtzahlen sind deren Fläche und Bevölkerung noch mit enthalten. |        |                     |                               |               |                  |                  |